# Wolodymyr Pulnikow

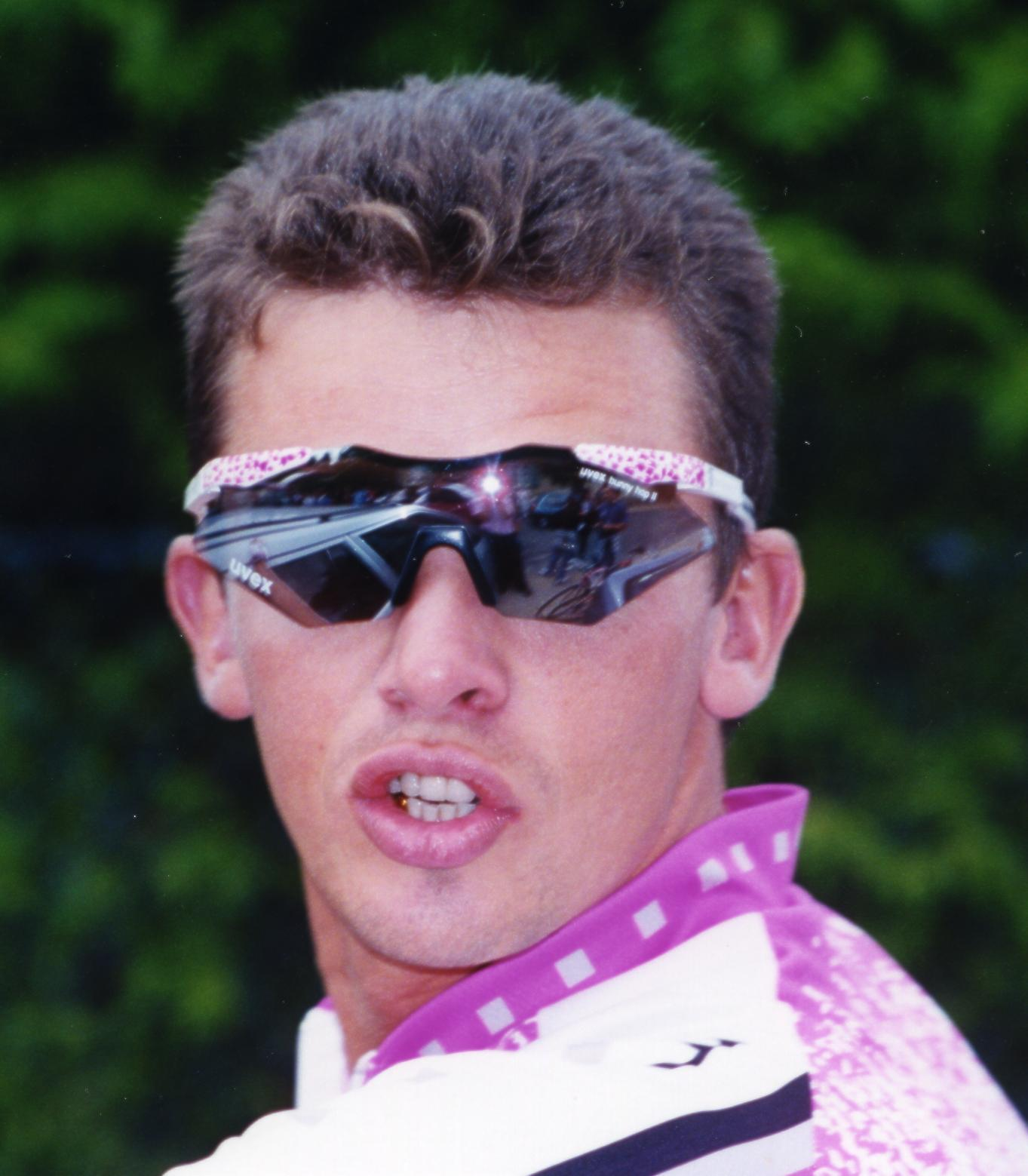
Wolodymyr Pulnikow

Wolodymyr Pulnikow (ukrainisch Володимир Пульніков, wiss. Transliteration Volodymyr Pulʹnikov; * 7. Juni 1965, Ukrainische SSR) ist ein ehemaliger ukrainischer Radrennfahrer.
Pulnikow wurde als Amateur Zweiter der Friedensfahrt 1986 sowie auch 1988. 1985 siegte er im Eintagesrennen Puchar Ministra Obrony Narodowej.
Er erhielt seinen ersten Profivertrag 1989 beim san-marinesischen Radsportteam Alfa Lum, für das er beim Giro d’Italia 1989 das Maglia Bianca des besten Nachwuchsfahrers gewann und bei der Austragung 1990 als Vierter sein bestes Gesamtwertungsergebnis erreichte. Er bestätigte in den Folgejahren dieses Leistungen bei den Grand Tours und belegte u. a. beim Giro d’Italia 1993 den siebten und bei der Tour de France 1993 und 1994 jeweils den zehnten Rang. Im Jahr 1992 wurde Pulnikow ukrainischer Straßenmeister. Bei den Olympischen Sommerspielen 1996 in Atlanta schied er im olympischen Straßenrennen beim Sieg von Pascal Richard aus. Nach Ablauf der Saison 1998 beendete er seine Karriere.

## Erfolge
1987
- Gesamtwertung Settimana Ciclistica Lombarda

1989
- Nachwuchswertung Giro d’Italia

1990
- Sowjetische Straßenmeisterschaft

1992
- Ukrainische Straßenmeisterschaft

## Grand-Tour-Platzierungen
| Grand Tour            | 1989 | 1990 | 1991 | 1992 | 1993 | 1994 | 1995 | 1996 |
| --------------------- | ---- | ---- | ---- | ---- | ---- | ---- | ---- | ---- |
| Giro d’ItaliaGiro     | 11   | 4    | 11   | –    | 7    | 11   | 14   | 16   |
| Tour de FranceTour    | –    | –    | 88   | –    | 10   | 10   | 25   | –    |
| Vuelta a EspañaVuelta | 31   | –    | 66   | 44   | –    | –    | –    | –    |

## Teams
- 1989 Alfa Lum-STM
- 1990 Alfa Lum
- 1991–1994 Carrera Jeans-Tassoni
- 1995 Telekom
- 1996 TVM-Farm Frites
- 1997–1998 Kross-Selle Italia.